# Lijst van Duitse ministers van Binnenlandse Zaken
Dit is een lijst van Duitse ministers van Binnenlandse Zaken.

## Voorzitters van de Rijkskanselarij 1871–1879
- Rudolf Delbrück 1871-1876
- Karl Hofmann 1876-1879

## Secretarissen-generaal voor Binnenlandse Zaken 1879–1919[1]
- Karl Hofmann 1879-1880
- Karl Heinrich von Bötticher 1880-1897
- Arthur von Posadowsky-Wehner 1897-1907
- Theobald von Bethmann Hollweg 1907-1909
- Klemens Delbrück 1909-1916
- Karl Helfferich 1916-1917
- Max Wallraf 1917-1918
- Karl Trimborn 1918-1919

## Rijksministers van Binnenlandse Zaken van deWeimarrepubliek(1919–1933)
| Nr.   | Rijksminister van Binnenlandse Zaken | Rijksminister van Binnenlandse Zaken | Rijksminister van Binnenlandse Zaken        | Ambtstermijn                   | Ambtstermijn     | Partij(en)                        | Rijks- kanselier(s)             | Kabinet(ten) |
| ----- | ------------------------------------ | ------------------------------------ | ------------------------------------------- | ------------------------------ | ---------------- | --------------------------------- | ------------------------------- | ------------ |
| 1     |                                      | Hugo Preuß                           | Hugo Preuß (1860–1925)                      | 13 februari 1919               | 20 juni 1919     | DDP                               | Philipp Scheidemann (1919)      | Scheidemann  |
| 2     |                                      | Eduard David                         | Eduard David (1863–1930)                    | 20 juni 1919                   | 3 oktober 1919   | SPD                               | Gustav Bauer (1919–1920)        | Bauer        |
| 3     |                                      | Erich Koch-Weser                     | Erich Koch- Weser (1875–1944)               | 3 oktober 1919                 | 4 mei 1921       | DDP                               | Gustav Bauer (1919–1920)        | Bauer        |
| 3     | DDP                                  | Erich Koch-Weser                     | Erich Koch- Weser (1875–1944)               | 3 oktober 1919                 | 4 mei 1921       | Hermann Müller (1920)             | Müller I                        |              |
| 3     | DDP                                  | Erich Koch-Weser                     | Erich Koch- Weser (1875–1944)               | 3 oktober 1919                 | 4 mei 1921       | Constantin Fehrenbach (1920–1921) | Fehrenbach                      |              |
| 4     |                                      |                                      | Georg Gradnauer (1866–1946)                 | 10 mei 1921                    | 22 oktober 1921  | SPD                               | Joseph Wirth (1921–1922)        | Wirth I      |
| 5     |                                      | Adolf Köster                         | Adolf Köster (1883–1930)                    | 22 oktober 1921                | 14 november 1922 | SPD                               | Joseph Wirth (1921–1922)        | Wirth II     |
| 6     |                                      | Rudolf Oeser                         | Rudolf Oeser (1858–1926)                    | 22 november 1922               | 11 augustus 1923 | DDP                               | Wilhelm Cuno (1922–1923)        | Cuno         |
| 7     |                                      | Wilhelm Sollmann                     | Wilhelm Sollmann (1881–1951)                | 13 augustus 1923               | 3 november 1923  | DVP                               | Gustav Stresemann (1923)        | Stresemann I |
| 7     | Stresemann II                        | Wilhelm Sollmann                     | Wilhelm Sollmann (1881–1951)                | 13 augustus 1923               | 3 november 1923  | DVP                               | Gustav Stresemann (1923)        |              |
| 8     |                                      | Karl Jarres                          | Karl Jarres (1874–1951)                     | 3 november 1923                | 15 januari 1925  | DVP                               | Gustav Stresemann (1923)        |              |
| 8     | DVP                                  | Karl Jarres                          | Karl Jarres (1874–1951)                     | 3 november 1923                | 15 januari 1925  | Wilhelm Marx (1923–1925)          | Marx I                          |              |
| 8     | DVP                                  | Karl Jarres                          | Karl Jarres (1874–1951)                     | 3 november 1923                | 15 januari 1925  | Wilhelm Marx (1923–1925)          | Marx II                         |              |
| 9     |                                      | Martin Schiele                       | Martin Schiele (1870–1939)                  | 15 januari 1925                | 23 oktober 1925  | DNVP                              | Hans Luther (1925–1926)         | Luther I     |
| [ 3 ] |                                      | Otto Geßler                          | Otto Geßler (1875–1955)                     | 23 oktober 1925                | 20 januari 1926  | DDP                               | Hans Luther (1925–1926)         | Luther I     |
| 10    |                                      | Wilhelm Külz                         | Wilhelm Külz (1875–1948)                    | 20 januari 1926                | 16 december 1926 | DDP                               | Hans Luther (1925–1926)         | Luther II    |
| 10    | Wilhelm Marx (1926–1928)             | Wilhelm Külz                         | Wilhelm Külz (1875–1948)                    | 20 januari 1926                | 16 december 1926 | DDP                               | Marx III                        |              |
| 11    | Wilhelm Marx (1926–1928)             |                                      | Walter von Keudell                          | Walter von Keudell (1884–1973) | 16 december 1926 | 12 juni 1928                      | DNVP                            | Marx IV      |
| 12    |                                      | Carl Severing                        | Carl Severing (1875–1952)                   | 12 juni 1928                   | 27 maart 1930    | SPD                               | Hermann Müller (1928–1930)      | Müller II    |
| 13    |                                      | Joseph Wirth                         | Joseph Wirth (1879–1956)                    | 27 maart 1930                  | 7 oktober 1931   | DZ                                | Heinrich Brüning (1930–1932)    | Brüning I    |
| 14    |                                      | Wilhelm Groener                      | Generalleutnant Wilhelm Groener (1867–1939) | 7 oktober 1931                 | 1 juni 1932      | O                                 | Heinrich Brüning (1930–1932)    | Brüning II   |
| 15    |                                      | Wilhelm von Gayl                     | Wilhelm von Gayl (1879–1945)                | 1 juni 1932                    | 3 december 1932  | DNVP                              | Franz von Papen (1932)          | Papen        |
| 16    |                                      | Franz Bracht                         | Franz Bracht (1877–1933)                    | 3 december 1932                | 30 januari 1933  | O                                 | Kurt von Schleicher (1932–1933) | Schleicher   |

## Rijksministers van Binnenlandse Zaken vanNazi-Duitsland(1933–1945)
| Nr. | Rijksministers van Binnenlandse Zaken Reichsminister des Innern | Rijksministers van Binnenlandse Zaken Reichsminister des Innern | Rijksministers van Binnenlandse Zaken Reichsminister des Innern | Ambtstermijn                                       | Ambtstermijn     | Partij(en)  | Rijks- kanselier(s)                      | Kabinet(ten) |
| --- | --------------------------------------------------------------- | --------------------------------------------------------------- | --------------------------------------------------------------- | -------------------------------------------------- | ---------------- | ----------- | ---------------------------------------- | ------------ |
| 1   |                                                                 | Wilhelm Frick                                                   | Reichsleiter Wilhelm Frick (1877–1946)                          | 30 januari 1933                                    | 20 augustus 1943 | NSDAP       | Adolf Hitler (1933–1945)                 | Hitler       |
| 2   |                                                                 | Heinrich Himmler                                                | Reichsführer-SS Heinrich Himmler (1900–1945)                    | 20 augustus 1943                                   | 29 april 1945    | NSDAP       | Adolf Hitler (1933–1945)                 | Hitler       |
| 3   |                                                                 | Paul Giesler                                                    | Gauleiter Paul Giesler (1895–1945)                              | 29 april 1945                                      | 5 mei 1945       | NSDAP       | Adolf Hitler (1933–1945)                 | Hitler       |
| 3   |                                                                 | Paul Giesler                                                    | Gauleiter Paul Giesler (1895–1945)                              | 29 april 1945                                      | 5 mei 1945       | NSDAP       | Joseph Goebbels (1945)                   | Goebbels     |
| 3   | Lutz Schwerin von Krosigk (1945)                                | Paul Giesler                                                    | Gauleiter Paul Giesler (1895–1945)                              | 29 april 1945                                      | 5 mei 1945       | NSDAP       | Schwerin von Krosigk (Flensburgregering) |              |
| 4   | Lutz Schwerin von Krosigk (1945)                                |                                                                 | Wilhelm Stuckart                                                | SS– Obergruppenführer Wilhelm Stuckart (1902–1953) | 5 mei 1945       | 23 mei 1945 | Schwerin von Krosigk (Flensburgregering) | NSDAP        |

## Ministers van Binnenlandse Zaken van deDuitse Democratische Republiek(1949–1990)
- Karl Steinhoff (SED) 1949-1952
- Willi Stoph (SED) 1952-1955
- Karl Maron (SED) 1955-1963
- Friedrich Dickel (SED) 1963-1989
- Lothar Ahrendt (SED) 1989-1990
- Peter-Michael Diestel (CDU) 1990

## Bondsministers van Binnenlandse Zaken van deBondsrepubliek Duitsland(1949–heden)
| Nr.  | Bondsministers van Binnenlandse Zaken Bundesminister des Innern | Bondsministers van Binnenlandse Zaken Bundesminister des Innern | Bondsministers van Binnenlandse Zaken Bundesminister des Innern | Ambtstermijn           | Ambtstermijn            | Partij(en)   | Bonds- kanselier(s)          | Kabinet(ten) |
| ---- | --------------------------------------------------------------- | --------------------------------------------------------------- | --------------------------------------------------------------- | ---------------------- | ----------------------- | ------------ | ---------------------------- | ------------ |
| 1    |                                                                 | Gustav Heinemann                                                | Gustav Heinemann (1899–1976)                                    | 15 september 1949      | 11 oktober 1950         | CDU          | Konrad Adenauer (1951–1963)  | Adenauer I   |
| 2    |                                                                 | Robert Lehr                                                     | Robert Lehr (1883–1956)                                         | 11 oktober 1950        | 20 oktober 1953         | CDU          | Konrad Adenauer (1951–1963)  | Adenauer I   |
| 3    |                                                                 | Gerhard Schröder                                                | Gerhard Schröder (1910–1989)                                    | 20 oktober 1953        | 14 november 1961        | CDU          | Konrad Adenauer (1951–1963)  | Adenauer II  |
| 3    | Adenauer III                                                    | Gerhard Schröder                                                | Gerhard Schröder (1910–1989)                                    | 20 oktober 1953        | 14 november 1961        | CDU          | Konrad Adenauer (1951–1963)  |              |
| 4    |                                                                 | Hermann Höcherl                                                 | Hermann Höcherl (1912–1989)                                     | 14 november 1961       | 25 oktober 1965         | CSU          | Konrad Adenauer (1951–1963)  | Adenauer IV  |
| 4    | Adenauer V                                                      | Hermann Höcherl                                                 | Hermann Höcherl (1912–1989)                                     | 14 november 1961       | 25 oktober 1965         | CSU          | Konrad Adenauer (1951–1963)  |              |
| 4    | Ludwig Erhard (1963–1966)                                       | Hermann Höcherl                                                 | Hermann Höcherl (1912–1989)                                     | 14 november 1961       | 25 oktober 1965         | CSU          | Erhard I                     |              |
| 5    | Ludwig Erhard (1963–1966)                                       |                                                                 | Paul Lücke                                                      | Paul Lücke (1914–1976) | 25 oktober 1965         | 2 april 1968 | CDU                          | Erhard II    |
| 5    | Kurt Georg Kiesinger (1966–1969)                                | Kiesinger                                                       | Paul Lücke                                                      | Paul Lücke (1914–1976) | 25 oktober 1965         | 2 april 1968 | CDU                          |              |
| 6    | Kurt Georg Kiesinger (1966–1969)                                | Kiesinger                                                       |                                                                 | Ernst Benda            | Ernst Benda (1925–2009) | 2 april 1968 | 22 oktober 1969              | CDU          |
| 7    |                                                                 | Hans-Dietrich Genscher                                          | Hans-Dietrich Genscher (1927–2016)                              | 22 oktober 1969        | 16 mei 1974             | FDP          | Willy Brandt (1969–1974)     | Brandt I     |
| 7    | Brandt II                                                       | Hans-Dietrich Genscher                                          | Hans-Dietrich Genscher (1927–2016)                              | 22 oktober 1969        | 16 mei 1974             | FDP          | Willy Brandt (1969–1974)     |              |
| 7    | Walter Scheel (1974)                                            | Hans-Dietrich Genscher                                          | Hans-Dietrich Genscher (1927–2016)                              | 22 oktober 1969        | 16 mei 1974             | FDP          |                              |              |
| 8    |                                                                 | Werner Maihofer                                                 | Werner Maihofer (1918–2009)                                     | 16 mei 1974            | 8 juni 1978             | FDP          | Helmut Schmidt (1974–1982)   | Schmidt I    |
| 8    | Schmidt II                                                      | Werner Maihofer                                                 | Werner Maihofer (1918–2009)                                     | 16 mei 1974            | 8 juni 1978             | FDP          | Helmut Schmidt (1974–1982)   |              |
| 9    |                                                                 | Gerhart Baum                                                    | Gerhart Baum (1932–2025)                                        | 8 juni 1978            | 17 september 1982       | FDP          | Helmut Schmidt (1974–1982)   |              |
| 9    | Schmidt III                                                     | Gerhart Baum                                                    | Gerhart Baum (1932–2025)                                        | 8 juni 1978            | 17 september 1982       | FDP          | Helmut Schmidt (1974–1982)   |              |
| 10   |                                                                 | Jürgen Schmude                                                  | Jürgen Schmude (1936–2025)                                      | 17 september 1982      | 1 oktober 1982          | SPD          | Helmut Schmidt (1974–1982)   |              |
| 11   |                                                                 | Friedrich Zimmermann                                            | Friedrich Zimmermann (1925–2012)                                | 1 oktober 1982         | 21 april 1989           | CSU          | Helmut Kohl (1982–1998)      | Kohl I       |
| 11   | Kohl II                                                         | Friedrich Zimmermann                                            | Friedrich Zimmermann (1925–2012)                                | 1 oktober 1982         | 21 april 1989           | CSU          | Helmut Kohl (1982–1998)      |              |
| 11   | Kohl III                                                        | Friedrich Zimmermann                                            | Friedrich Zimmermann (1925–2012)                                | 1 oktober 1982         | 21 april 1989           | CSU          | Helmut Kohl (1982–1998)      |              |
| 12   |                                                                 | Wolfgang Schäuble                                               | Wolfgang Schäuble (1942–2023)                                   | 21 april 1989          | 26 november 1991        | CDU          | Helmut Kohl (1982–1998)      |              |
| 12   | Kohl IV                                                         | Wolfgang Schäuble                                               | Wolfgang Schäuble (1942–2023)                                   | 21 april 1989          | 26 november 1991        | CDU          | Helmut Kohl (1982–1998)      |              |
| 13   |                                                                 | Rudolf Seiters                                                  | Rudolf Seiters (1937)                                           | 26 november 1991       | 7 juli 1993             | CDU          | Helmut Kohl (1982–1998)      |              |
| 14   |                                                                 | Manfred Kanther                                                 | Manfred Kanther (1939)                                          | 7 juli 1993            | 27 oktober 1998         | CDU          | Helmut Kohl (1982–1998)      |              |
| 14   | Kohl V                                                          | Manfred Kanther                                                 | Manfred Kanther (1939)                                          | 7 juli 1993            | 27 oktober 1998         | CDU          | Helmut Kohl (1982–1998)      |              |
| 15   |                                                                 | Otto Schily                                                     | Otto Schily (1932)                                              | 27 oktober 1998        | 22 november 2005        | SPD          | Gerhard Schröder (1998–2005) | Schröder I   |
| 15   | Schröder II                                                     | Otto Schily                                                     | Otto Schily (1932)                                              | 27 oktober 1998        | 22 november 2005        | SPD          | Gerhard Schröder (1998–2005) |              |
| (12) |                                                                 | Wolfgang Schäuble                                               | Wolfgang Schäuble (1942–2023)                                   | 22 november 2005       | 28 oktober 2009         | CDU          | Angela Merkel (2005–2021)    | Merkel I     |
| 16   |                                                                 | Thomas de Maizière                                              | Thomas de Maizière (1954)                                       | 28 oktober 2009        | 3 maart 2011            | CDU          | Angela Merkel (2005–2021)    | Merkel II    |
| 17   |                                                                 | Hans-Peter Friedrich                                            | Hans-Peter Friedrich (1957)                                     | 3 maart 2011           | 17 december 2013        | CSU          | Angela Merkel (2005–2021)    | Merkel II    |
| (16) |                                                                 | Thomas de Maizière                                              | Thomas de Maizière (1954)                                       | 17 december 2013       | 18 maart 2018           | CDU          | Angela Merkel (2005–2021)    | Merkel III   |
| 18   |                                                                 | Horst Seehofer                                                  | Horst Seehofer (1949)                                           | 18 maart 2018          | 8 december 2021         | CSU          | Angela Merkel (2005–2021)    | Merkel IV    |
| 19   |                                                                 | Nancy Faeser                                                    | Nancy Faeser (1970)                                             | 8 december 2021        | 6 mei 2025              | SPD          | Olaf Scholz (2021–2025)      | Scholz       |
| 20   |                                                                 | Alexander Dobrindt                                              | Alexander Dobrindt (1970)                                       | 6 mei 2025             | heden                   | CSU          | Friedrich Merz (2025–heden)  | Merz         |